# Віравиці
Віравиці (пол. Wierzawice) — село на Закерзонні, у Польщі, у гміні Лежайськ Лежайського повіту Підкарпатського воєводства (етнічна українська територія Надсяння). Населення — 3388 осіб (2011).

## Історія
У Коронному архіві Яна Замойського є складений у Крешівському замку документ від 23 квітня 1390 р., що засвідчує дозвіл крешівського дідича Яська Кустри якомусь Михайлові закріпачити Віравиці за магдебурзьким правом.
Село було в королівській власності, через що наявні дані в податкових реєстрах. У 1515 р. село мало 12 ланів ріллі та млин. Село входило до лежайського негродового староства Перемишльської землі Руського воєводства.
У 1565 р. село належало до лежайського староства, було 23 кметі, 4 бортники і 1 рибалка.
Після анексії в 1434 р. Галичини поляками лівобережне Надсяння півтисячоліття піддавалось інтенсивній латинізації та полонізації, чому сприяло відкриття в 1611 р. костелу.
У 1674 р. в селі було 80 будинків.
У 1888 р. село знаходилось у Ланьцутському повіті, було 324 будинки і проживали 1647 мешканців, із них 1497 римо-католиків, 65 греко-католиків, 7 протестантів і 78 юдеїв. Греко-католики села належали до парафії Лежайськ Каньчуцького деканату (з 1920 р. — Лежайського деканату) Перемишльської єпархії.

## Уродженці
Кондрацький Франц Андрійович

## Демографія
Демографічна структура станом на 31 березня 2011 року:
|          | Загалом | Допрацездатний вік | Працездатний вік | Постпрацездатний вік |
| -------- | ------- | ------------------ | ---------------- | -------------------- |
| Чоловіки | 1693    | 422                | 1123             | 148                  |
| Жінки    | 1695    | 394                | 979              | 322                  |
| Разом    | 3388    | 816                | 2102             | 470                  |